# Додс, Бэби
Уоррен «Бэйби» Додс (24 декабря 1898 — 14 февраля 1959) — американский джазовый барабанщик, который родился в Новом Орлеане, Луизиана.
«Бэйби» Додс (произносится как «Дотс») был младшим братом кларнетиста Джонни Додса. Он известен как один из самых лучших джазовых барабанщиков того времени, когда только наступала эра биг-бэндов, и он сделал большой вклад в зарождающийся джаз. Додс был среди барабанщиков-пионеров, которые импровизировали на выступлениях и записях. Он вносил разнообразие в своё исполнение путём акцентов и выразительных движений руками во время своих джазовых соло на рабочем барабане, тем не менее продолжая держать ритм на бас-барабане. Среди тех, кто вдохновил его, были Луи Котрелл, Гарри Зено, Генри Мартин и Табби Холл.
Додс имел репутацию молодого одаренного барабанщика из Нового Орлеана, работал в музыкальных коллективах вместе с молодым Луи Армстронгом на пароходах, курсировавших по Миссисипи. Он переехал в Калифорнию в 1921 для работы с Джо «Кингом» Оливером и далее вместе с ним переехал в Чикаго, где у того было основное место работы.
Додс записывался с Луи Армстронгом, Джелли Ролл Мортоном и своим братом Джонни Додсом. В поздние 1940-е он работал с Джимми Райаном в Нью-Йорке. В одно из своих возвращений в Новый Орлеан он записывался с Банком Джонсоном. После трех инсультов между 1949 и 1950 годами Додс в основном только преподавал и изредка играл, так как был не в состоянии полностью отыгрывать выступление. В 1954 году он играл для Нэтти Доминика на его записи, где также с ним играли басист Израэль Кросби и пианистка Лил Хардин Армстронг.
Искусной игрой Додса продолжали восхищаться. Он считал важным играть разнообразно в зависимости от того с кем и что вы играете. Также Додс возможно первый джазовый барабанщик, который был записан вне коллектива: в 1945 он записал 2 соло для Circle Records и в следующем году записал серию соло и реминисценций для Folkways Records. Большинство исполнителей того времени играли короткий buzz или простой бэк-бит (удары на 2-ю и 4-ю доли такта). Додс же предпочитал играть долгозвучащий buzz-удар, длящийся до следующего удара и заполняющий время между ними. Позднее он открыл, что можно держать ритмическую сетку на райде. С тех пор этот прием стал базовым элементом джазовых барабанщиков.
Биографии Додса посвящена книга Ларри Гары The Baby Dodds Story, основанная на серии интервью с музыкантом. Для проверки фактов, изложенных музыкантом, автор консультировался с историком джаза Б. Расселом. В результате книга представляет собой запись прямой речи Додса, снабжённую примечаниями Гары. Рецензент журнала Louisiana History, хотя и отметил в рассказах Додса некоторые преувеличения, в целом оценил книгу положительно.